# William Wilkins
Pour les articles homonymes, voir Wilkins.
William Wilkins, né le 31 août 1778 à Norwich et mort le 31 août 1839 à Cambridge, est un architecte et archéologue britannique.
Il a notamment conçu la National Gallery et l'University College de Londres.

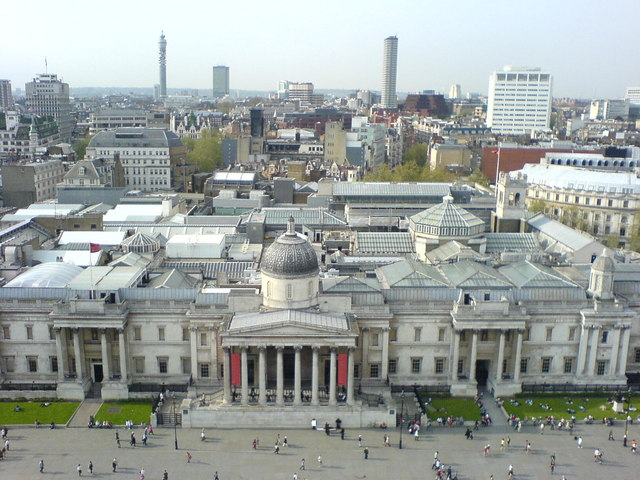
National Gallery, Londres.
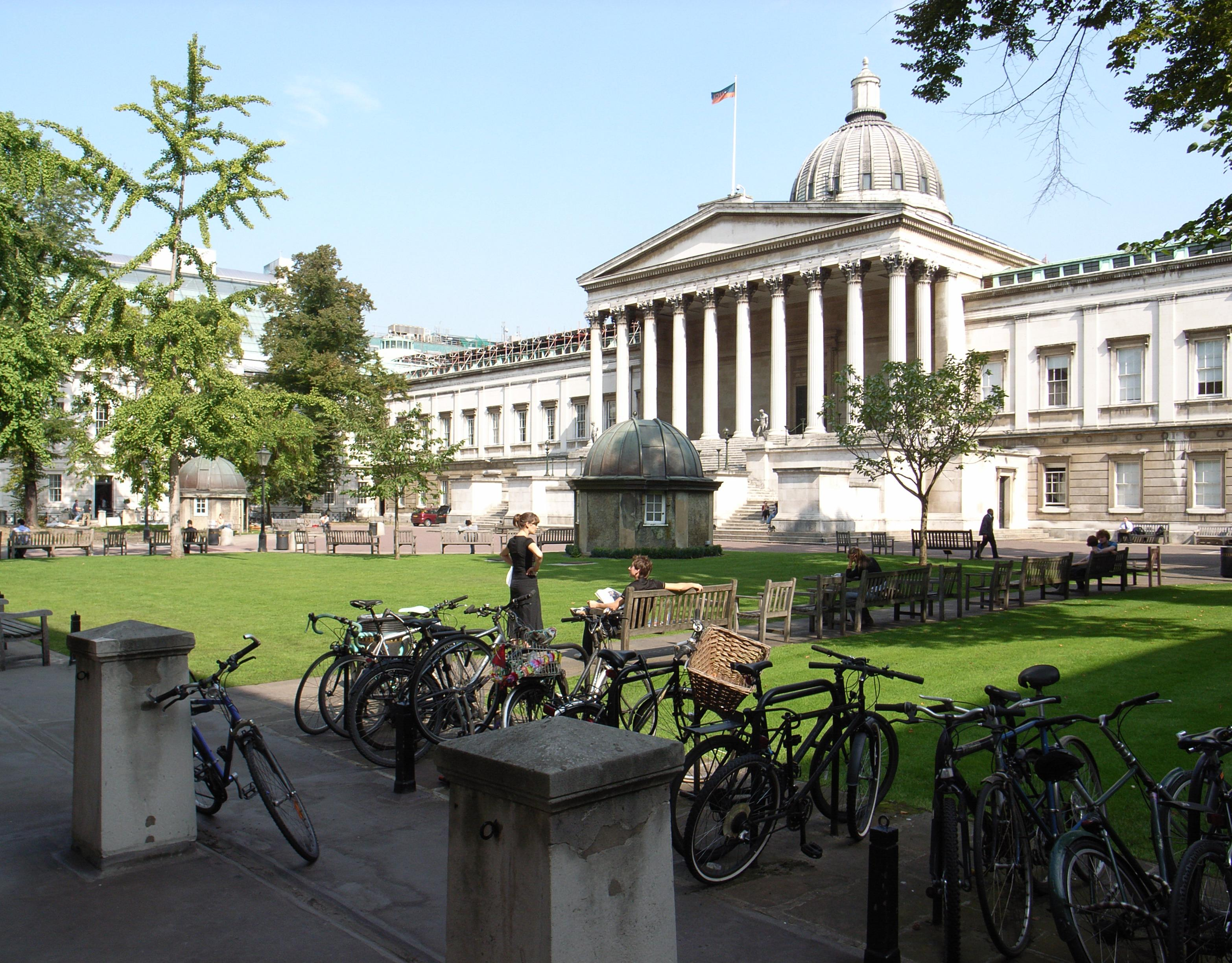
University College, Londres.
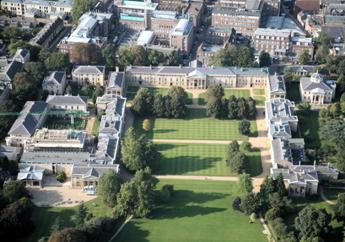
Downing College, Cambridge.
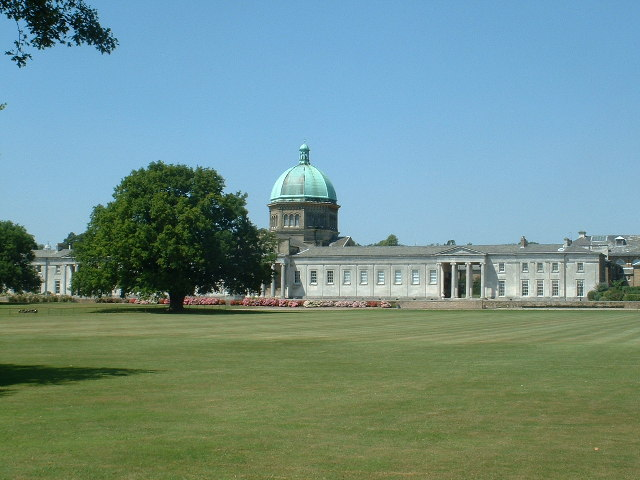
Haileybury College.
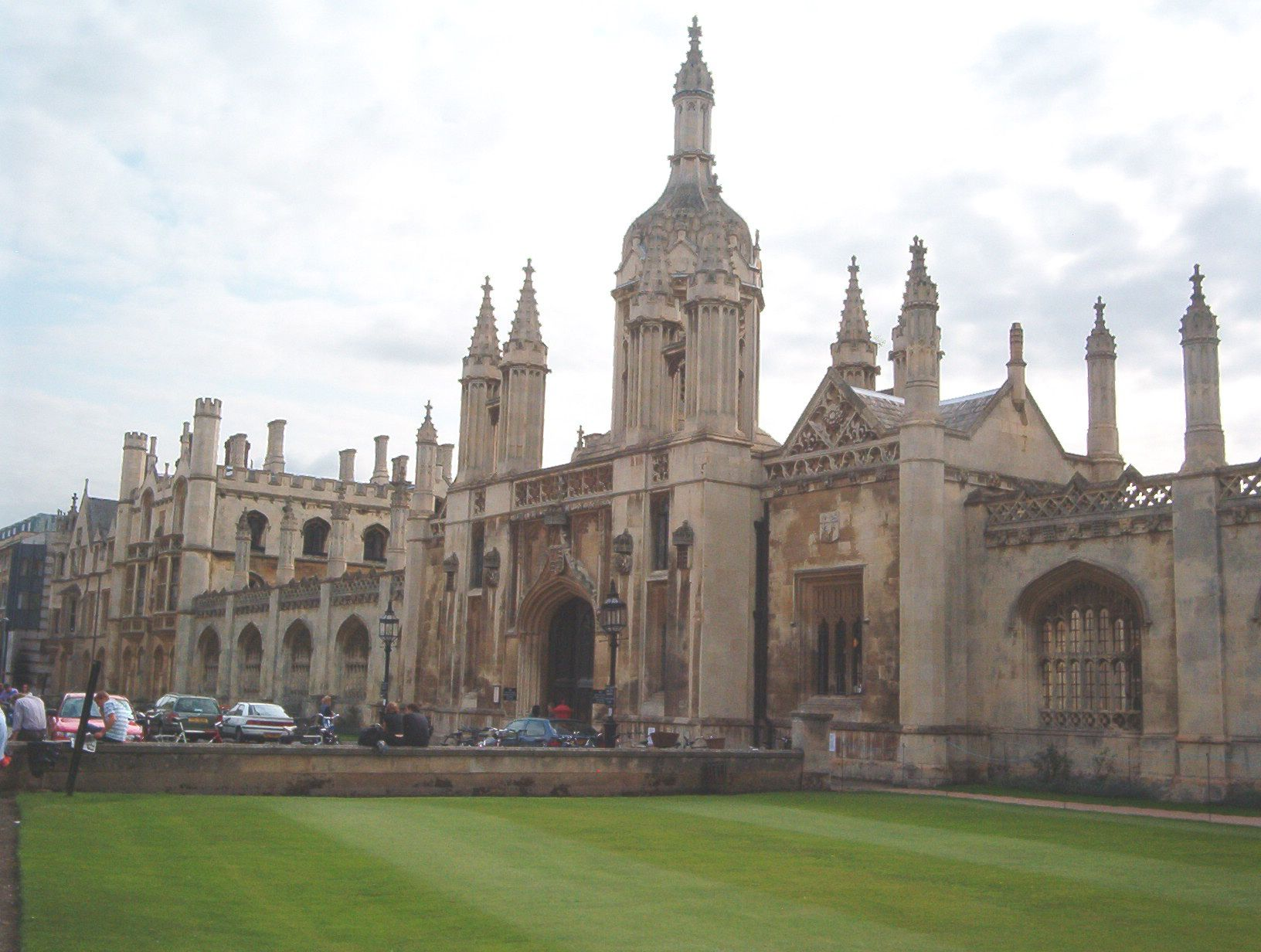
King's College, Cambridge.
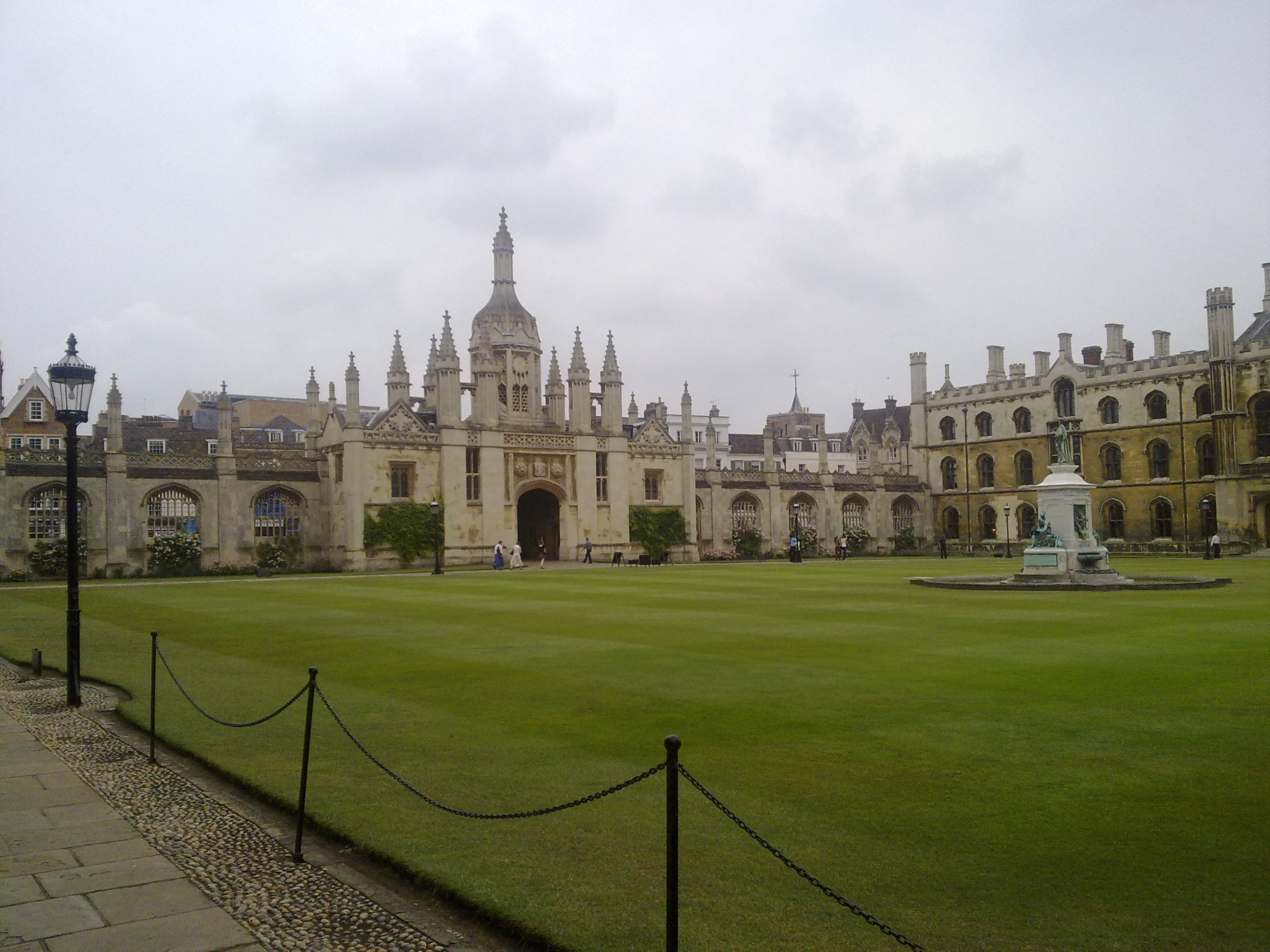
King's College, Cambridge.
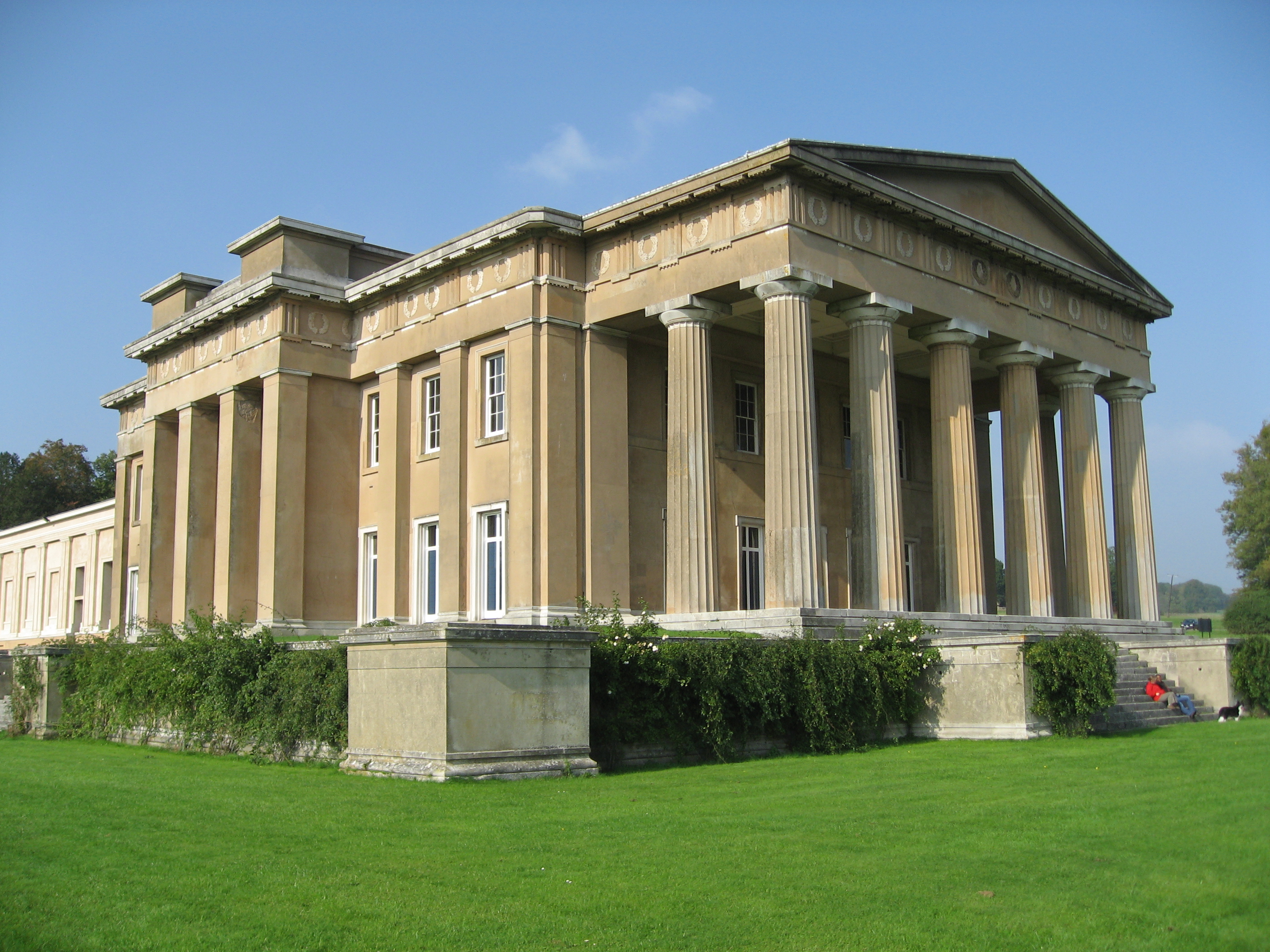
The Grange, Northington.
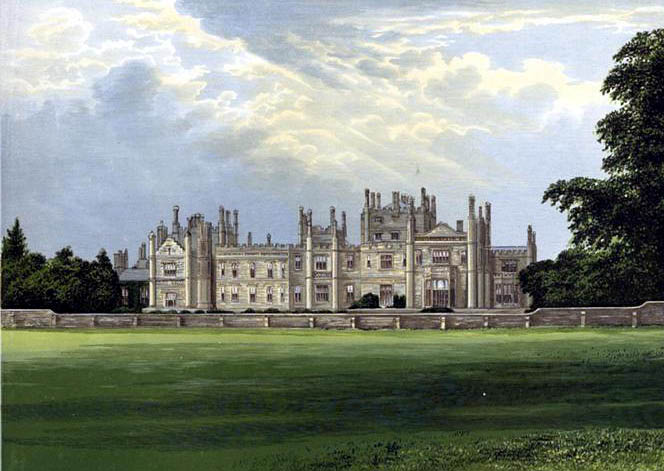
Tregothnan House.
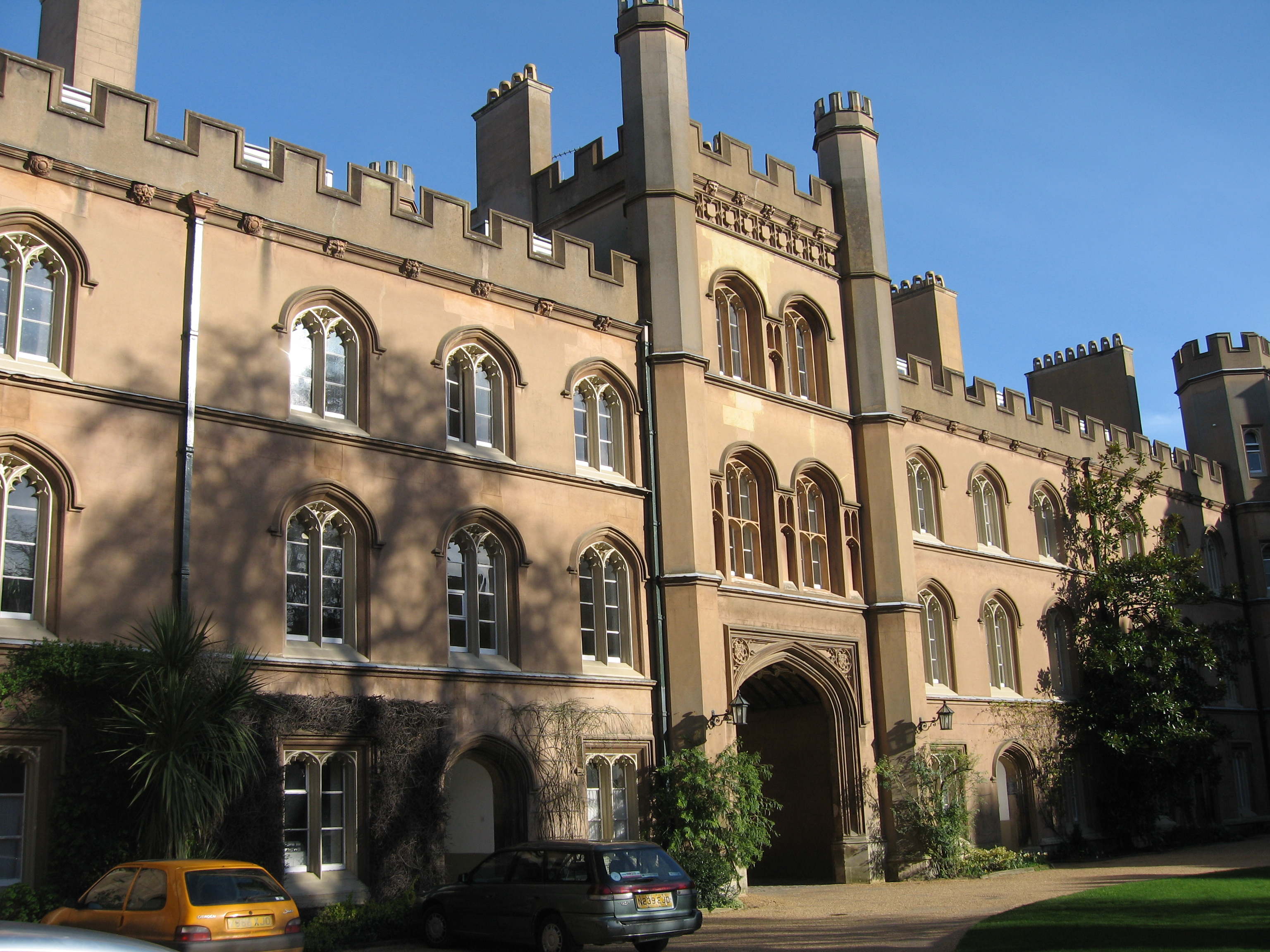
New Court, Trinity College, Cambridge.
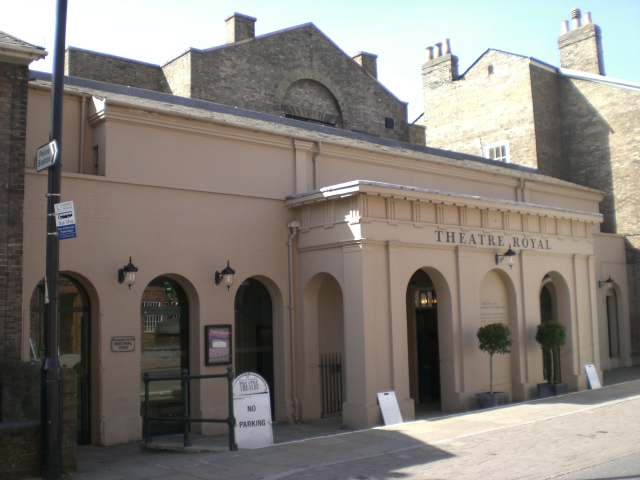
Theatre Royal, Bury St Edmunds.
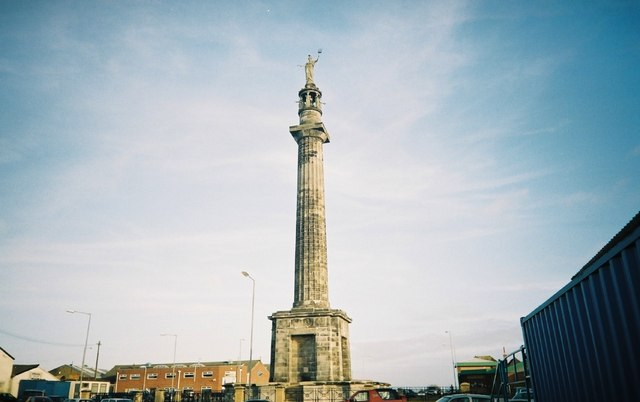
Britannia Monument, Great Yarmouth.
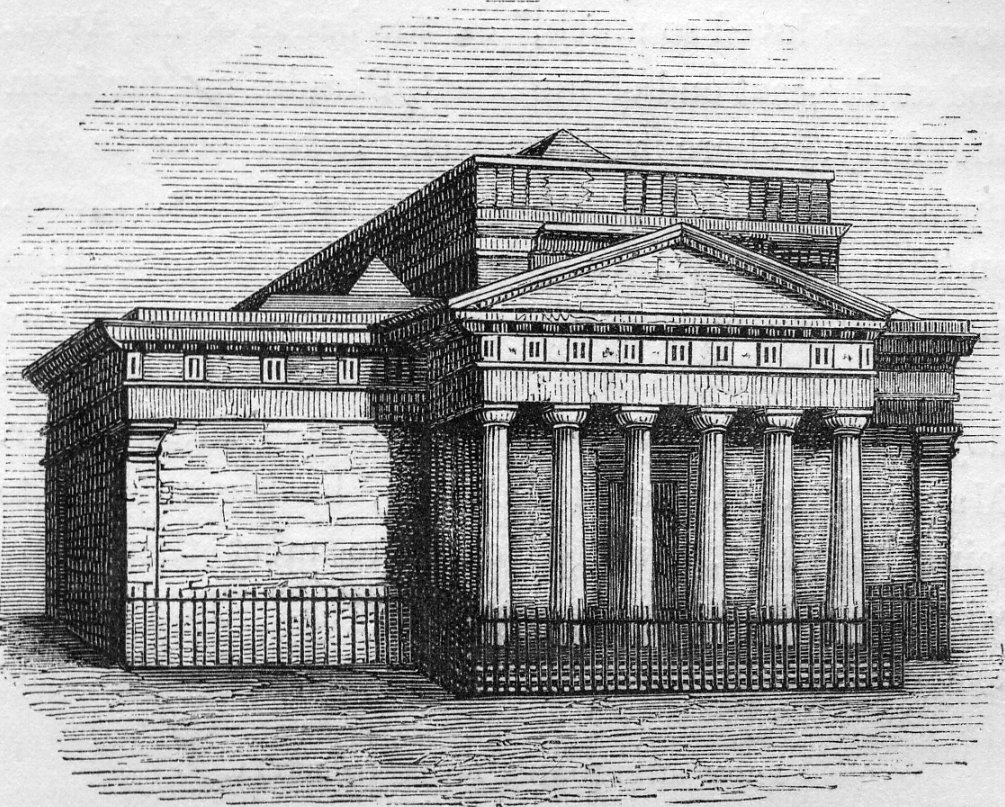
Lower Assembly Rooms, Bath 1808-1809, démoli en 1933.
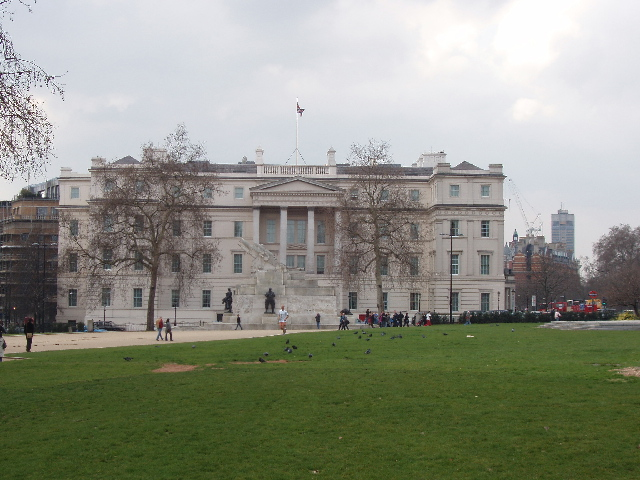
Ancien St George's Hospital, Londres, aujourd'hui hôtel The Lanesborough.